# Dubrava (Zágráb megye)
 Dubrava  (régi magyar neve Dombró) falu és község Horvátországban Zágráb megyében. Közigazgatásilag Bađinec, Brezje, Donji Marinkovac,  Donji Vukšinac, Dubravski Markovac, Gornji Marinkovac, Gornji Vukšinac, Graberec, Habjanovac, Koritna, Kostanj, Kunđevac, Ladina, Mostari, Nova Kapela, Novaki, Paruževac, Pehardovac, Podlužan, Radulec, Stara Kapela, Svinjarec, Zetkan, Zgališće, Zvekovac és Žukovec települések tartoznak hozzá.

## Fekvése
Zágrábtól 45 km-re keletre, Belovártól 25 km-re délnyugatra, a megye keleti részén fekszik. 

## Története
Dombró története a messzi múltban gyökerezik. Első írásos említése 1134-ben Felicián esztergomi érsek oklevelében történt, melyben megerősíti, hogy László király 1094-ben Dombró birtokát a zágrábi püspökségnek adta. Antiochiai Szent Margit tiszteletére szentelt plébániatemplomát a 13. században említik. A püspöki uradalom egyik központjaként a püspökök gyakran tartózkodtak falai között, így a település gyorsan is fejlődött. A középkorban Dombrót vizes árkokkal övezett védőfalakkal vették körül. A falakat három erős kaputoronnyal védett kapu és kilenc torony erősítette, a falakon belül pedig négy saroktoronnyal megerősített négyszög alaprajzú várkastély állt. A belső vár mellett állt a piactér, amely körül a település magja kialakult. Lakói mezővárosi kiváltságokkal is rendelkeztek. Itt választották 1527. január 6-án horvát királlyá Szapolyai Jánost annak ellenére, hogy a horvát nemesség Cetinben összegyűlt másik része hat nappal korábban már megválasztotta I. Ferdinándot. Később is gyakran ülésezett itt a horvát szábor, mely több fontos döntést hozott falai között. A várat és a várost 1552-ben Ulema pozsegai szandzsákbég  török serege, miután őrsége megszökött szinte harc nélkül foglalta el, falait pedig lerombolta. A hagyomány szerint erre emlékeztet a  plébániatemplom, melynek falait az ostrom emlékére vörösre festették. A várat a szábor döntése alapján újjáépítették, mely 1591-re fejeződött be. Még ebben az évben falai mellett ütött rajta Erdődy Péter horvát bán Hasszán pasa hadjáratról visszatérő seregén és súlyos veszteségeket okozott a töröknek. 1606-ban Dombró vásártartási jogot kapott. A török veszély elmúltával Dombró jelentősége is csökkent. Az egykori vár katonasága és szolganépei szétszéledek, a hanyatlást egy földrengés is elősegítette. 1871-ben megszüntették a határőrvidéket is, az egykori várfalakat pedig lebontották, mára nyomuk sem maradt. A település templomát a 18. században barokk stílusban építették át. 
A településnek 1857-ben 331, 1910-ben 872 lakosa volt. Trianonig Belovár-Kőrös vármegye Križi járásához tartozott. 2001-ben 1275, a községnek összesen 5478  lakosa volt.

## Lakosság
| Lakosság változása | Lakosság változása | Lakosság változása | Lakosság változása | Lakosság változása | Lakosság változása | Lakosság változása | Lakosság változása | Lakosság változása | Lakosság változása | Lakosság változása | Lakosság változása | Lakosság változása | Lakosság változása | Lakosság változása |  |
| ------------------ | ------------------ | ------------------ | ------------------ | ------------------ | ------------------ | ------------------ | ------------------ | ------------------ | ------------------ | ------------------ | ------------------ | ------------------ | ------------------ | ------------------ |  |
| 1857               | 1869               | 1880               | 1890               | 1900               | 1910               | 1921               | 1931               | 1948               | 1953               | 1961               | 1971               | 1981               | 1991               | 2001               |  |
| 331                | 391                | 484                | 689                | 778                | 872                | 854                | 1129               | 1007               | 742                | 714                | 735                | 826                | 1309               | 1275               |  |

## Nevezetességei
Antiochiai Szent Margit tiszteletére szentelt plébániatemploma  a 13. században már állt. Később késő gótikus stílusban építették át. 1552-ben a török a várossal és várával együtt lerombolta, de a 16. század végén újjáépítették. Mai formáját az 1758 és 1765 között zajlott barokk átépítés során nyerte el, ekkor készült belső tere és berendezése is. A templom az egyik ritka példája Észak-Horvátország azon középkori szakrális épületeinek, amelyeket eredetileg is téglából építettek, de nem vakoltak be. Egy téglalap alakú hajóból és egy keskenyebb szentélyből áll. A latin kereszt alaprajzot a déli Szent Kereszt oldalkápolna és a hajótól északra álló harangtorony megépítésével alakították ki. A templom egésze barokk keresztboltozattal rendelkezik. A berendezés a 18. és a 19. századból, valamint a 20. század elejéről származik. A Szent Margit főoltárt 1918-ban készítették Ivan Tišov oltárképével szecessziós stílusban. 
A Szent Márton-templom az 1315-ben említett egykori gótikus plébániatemplom része, amelynek egyedül a szentélye maradt meg. A templomot a törökök elpusztították, de a 17. század közepén újjáépítették, majd 1819-ben részben lebontották és a megmaradt részből alakították ki a mai templomot. A templom téglalap alaprajzú, mely sokszög záródású apszissal rendelkezik. Bár jelenleg mennyezete van, eredetileg gótikus keresztbordás boltozattal volt befedve, ezt bizonyítják az olyan fennmradt elemek, mint a bordák részei és a sarokboltozatok. Más építészeti elemeket is megőriztek, mint például a diadalívet és a középkori csúcsíves ablakmélyedéseket. A szentély elülső részének falán, valamint az ablakfülkék belsejében értékes gótikus festményteket találtak, amelyek szentek alakjait ábrázolják.

## Híres emberek
Itt született 1895. február 7-én Slavko Ježić író, irodalomtörténész, műfordító.